# 8729 Дескур
8729 Дескур (8729 Descour) — астероїд головного поясу, відкритий 5 листопада 1996 року.
Тіссеранів параметр щодо Юпітера — 3,514.